# سبريجان
سبريجان هي سلسلة مانغا يابانية من تأليف هيروشي تاكاشيجي،تدور أحداث المانغا في نهاية الحرب الباردة وظهور كائنات فضائية غريبة.تم نشر السلسلة في شوغاكوكان،شونن سندي الأسبوعية في الفترة ما بين 1989 إلى 1996.من المقرر عمل أنمي وعرضه على نتفليكس في 2022.